# NS Yamal
El NS Yamal (en ruso: Ямал) es un rompehielos de propulsión nuclear ruso de la clase Arktika, operado por Atomflot (anteriormente la Murmansk Shipping Company). Lleva el nombre de la península de Yamal, en el noroeste de Siberia. El nombre significa fin de la tierra en nenets.
Puesto en grada en Leningrado en 1986 y botado en octubre de 1992, después de la desintegración de la Unión Soviética, cumplió con la tarea para la que fue diseñado de mantener las rutas de navegación abiertas, utilizándose también el buque para realizar travesías turísticas y de investigación por el Ártico. El Yamal también participó en una excursión para celebrar el Milenio. El Yamal fue el 12.º buque de superficie en alcanzar el polo norte.

## Incidentes y accidentes
IncendioEl 23 de diciembre de 1996 miembros de la tripulación fallecieron en un incendio en el rompehielos. Los reactores nucleares no se vieron afectados por el fuego que fue extinguido por la tripulación a los 30 minutos de su inicio.
ColisiónEl 16 de marzo de 2009 el Yamal sufrió un abordaje con el petrolero MT Indiga en el golfo de Yeniséi en el mar de Kara. Mientras el "Indiga" sufrió una ruptura de 9,5 metros en el tanque principal, no se notificó ningún daño en el Yamal.

## Eventos
Polo Norte 36 y polo Norte 37Desde agosto a septiembre de 2009 el rompehielos tomó parte de las operaciones en las bases árticas rusas. Cada estación tiene 18 casas para los exploradores, perros, y más de 150 toneladas de material de todo tipo.